# Organisateur de Spemann-Mangold
L'organisateur ou centre de Spemann-Mangold, parfois appelé simplement organisateur de Spemann, est une région de l'embryon d'amphibien qui est capable d'induire les cellules alentour à donner des structures dorsales, notamment le tube neural et des somites. Il a été découvert par Hans Spemann et Hilde Mangold en 1924, ce qui lui valut le Prix Nobel de médecine en 1935. Hilde Mangold, décédée l'année de publication de ses travaux, ne put quant à elle recevoir le Prix Nobel.
L'organisateur de Spemann-Mangold produit la protéine chordine qui va contribuer à induire le tube neural à partir de l'ectoderme et à dorsaliser le mésoderme.
La région homologue chez les Amniotes s'appelle le nœud de Hensen.